# Maarten Duyzers
Maarten Duyzers (Almkert, 5 de febrero de 1953) es un expiloto de motociclismo de velocidad neerlandés, que compitió regularmente en el Campeonato Mundial de Motociclismo desde 1984 hasta 1988.

## Biografía
Duyzers comienza su carrera internacional en el Campeonato Europeo de Motociclismo con una Suzuki con la que va a conseguir entrar en la décima posición en Mugello en 1982 y una octava posición en Holanda en la misma competición de 1984. Ese año debutaría en el Mundial con la participación en el Gran Premio de los Países Bajos de 500 cc.
Desde entonces, combinaría ambas competiciones. En 1985, consigue dos top-ten en el Europeo (Bélgica y Holanda) y participa en cinco Grandes Premios del Mundial. En 1986, disputa casi la totalidad de las pruebas del Mundial y acaba en la posición número 25 de la general del Europeo. En 1987, ficha por Honda. Ese año mejora notablemente en la competición continental acabando séptimo en la general, mientras que en el Mundial no consigue entrar en la zona de puntos.
En 1988, hace su  mejor temporada europea con un cuarto puesto final en el campeonato de Europa con dos podios en las 9 pruebas inscritas (Checoslovaquia y Holanda) y consigue finalmente puntuar en el Mundial, acabando 15 en el Gran Premio de la Expo 92. También compite en dos pruebas del Mundial de Superbikes.

## Resultados
Sistema de puntuación de 1988 a 1992:
| Posición | 1.º | 2.º | 3.º | 4.º | 5.º | 6.º | 7.º | 8.º | 9.º | 10.º | 11.º | 12.º | 13.º | 14.º | 15.º |
| Puntos   | 20  | 17  | 15  | 13  | 11  | 10  | 9   | 8   | 7   | 6    | 5    | 4    | 3    | 2    | 1    |

Sistema de puntuación de 1993 en adelante:
| Posición | 1.º | 2.º | 3.º | 4.º | 5.º | 6.º | 7.º | 8.º | 9.º | 10.º | 11.º | 12.º | 13.º | 14.º | 15.º |
| Puntos   | 25  | 20  | 16  | 13  | 11  | 10  | 9   | 8   | 7   | 6    | 5    | 4    | 3    | 2    | 1    |

| Año  | Cat.  | Moto   | 1     | 2      | 3      | 4       | 5      | 6       | 7       | 8       | 9       | 10      | 11     | 12     | 13      | 14    | 15    | Pts. | Pos. |
| ---- | ----- | ------ | ----- | ------ | ------ | ------- | ------ | ------- | ------- | ------- | ------- | ------- | ------ | ------ | ------- | ----- | ----- | ---- | ---- |
| 1984 | 500cc | Suzuki | RSA - | NAT -  | SPA -  | AUT -   | GER -  | FRA -   | YUG -   | NED 24  | BEL -   | GBR -   | SWE -  | RSM -  |         |       |       | 0    | -    |
| 1985 | 500cc | Suzuki | RSA - | SPA -  | GER 23 | NAT -   | AUT -  | YUG -   | NED 19  | BEL 27  | FRA -   | GBR 23  | SWE 18 | RSM -  |         |       |       | 0    | -    |
| 1986 | 500cc | Suzuki | SPA - | NAT -  | GER 22 | AUT -   | YUG 23 | NED Ret | BEL Ret | FRA -   | GBR 14  | SWE 22  | RSM -  |        |         |       |       | 0    | -    |
| 1987 | 500cc | Honda  | JPN - | SPA 19 | GER 22 | NAT DNS | AUT 22 | YUG -   | NED DNQ | FRA 15  | GBR 23  | SWE 20  | CZE -  | RSM -  | POR DNS | BRA - | ARG - | 0    | -    |
| 1988 | 250cc | Rotax  | JAP - | USA -  | ESP 21 | EXP 15  | NAT 25 | GER 19  | AUT -   | NED Ret | BEL Ret | YUG Ret | FRA 24 | GBR 22 | SWE Ret | CZE - | BRA - | 0    | -    |

| Color     | Resultado                                                               |
| --------- | ----------------------------------------------------------------------- |
| Oro       | Ganador                                                                 |
| Plata     | 2.ª plaza                                                               |
| Bronce    | 3.ª plaza                                                               |
| Verde     | Finalizó en los puntos                                                  |
| Azul      | Finalizó sin puntos                                                     |
| Azul      | NC - No clasificado                                                     |
| Violeta   | Ret - No terminó (Carrera)                                              |
| Rojo      | DNQ - No se clasificó                                                   |
| Negro     | DSQ - Descalificado                                                     |
| Blanco    | DNS - No empezó (carrera)                                               |
| Blanco    | WD - Retirado (fin de semana)                                           |
| Blanco    | C - Carrera cancelada                                                   |
| Sin color | DNP - Inscrito pero no participó                                        |
| Sin color | INJ - Lesionado                                                         |
| Sin color | EX - Excluido                                                           |
| Estado    | Resultado                                                               |
| Negrita   | Pole position                                                           |
| Cursiva   | Vuelta rápida                                                           |
| †         | Abandona, pero clasifica al completar el porcentaje requerido para ello |